# Golfista

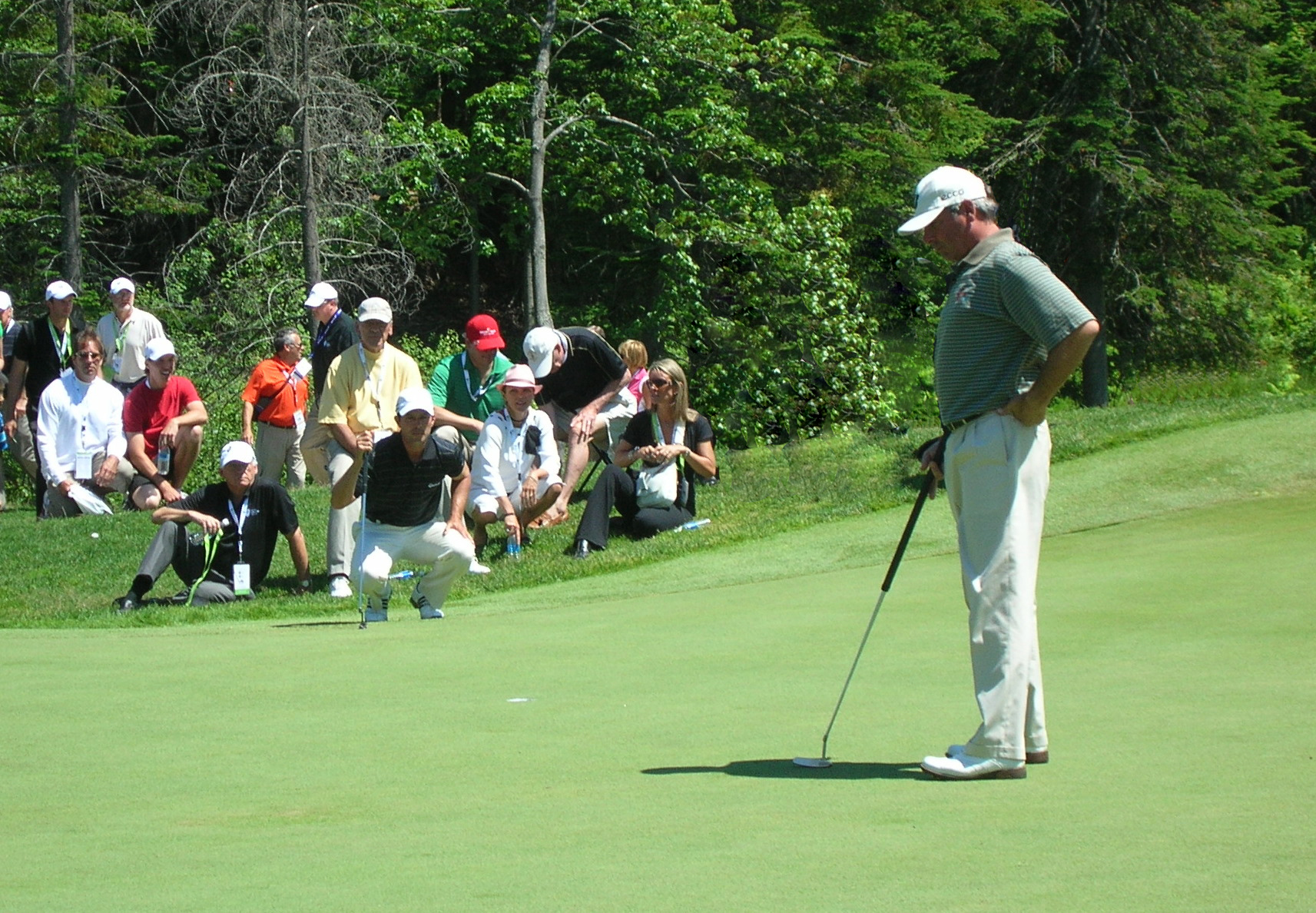
Golfisté Fred Couples a Mike Weir, Quebec, Kanada

Golfista je hráč golfu. Golfista se pohybuje po golfovém hřišti, měl by při pohybu po golfovém hřišti dodržovat pravidla golfu a golfovou etiketu, k etiketě patří například pravidla přednosti hráčů s nižším handicapem nebo pravidla určující oblečení a chování hráčů na hřišti.
Hráč by neměl být oblečen v modrých riflích nebo sportovních kraťasech a měl by mít triko s límečkem a další oblečení podle pravidel. Také má být ohleduplný k hřišti a nesmí odstraňovat přírodní překážky, jako těžké kameny nebo stromy.